# Ecosphere (Aquarium)

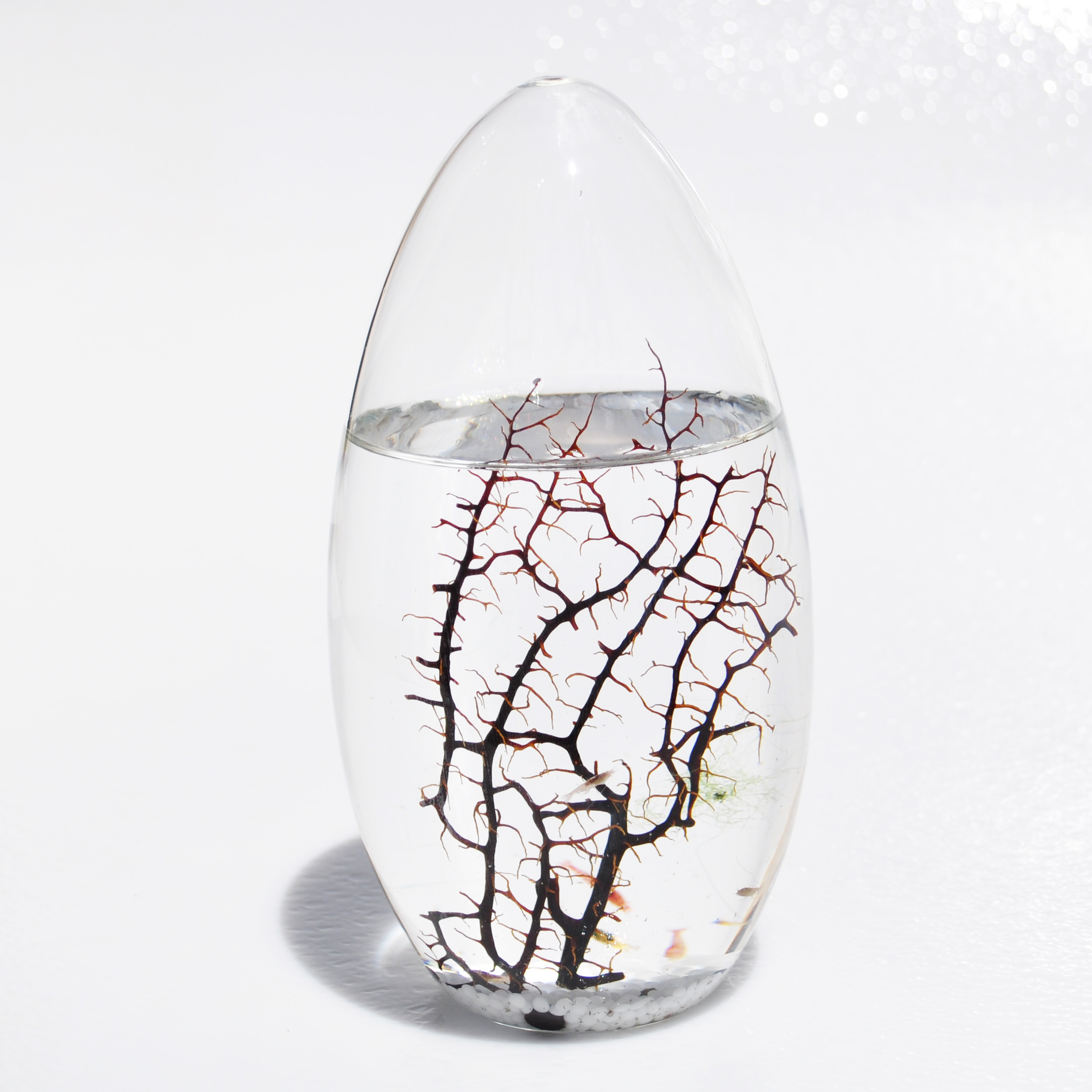
Ein Ecosphere-Ei

Ecosphere ist der Markenname für ein spezielles Aquarium, dessen Bewohner, in einer Glaskugel eingeschlossen, ohne äußere Eingriffe über mehrere Jahre lebensfähig sind. Dieses stellt ein vereinfachtes, künstliches „Ökosystem“ dar. Ecosphere ist das englische Wort für Ökosphäre.

## Inhalt
Im Inneren des durchsichtigen, kugelförmigen Behälters befinden sich Luft, Salzwasser, Grünalgen und  Garnelen, die sich von den Grünalgen ernähren, sowie Bakterien, die als Destruenten die Ausscheidungen der Garnelen wieder in für die Algen nutzbare Nährsalze zurückwandeln. Außerdem befindet sich eine Koralle – oder eine Korallenimitation – sowie Steine und Schneckenhäuser in dem Glas, um den Algen eine Unterlage zu bieten. Über Tageslicht oder künstliches Licht wird Energie zugeführt. Es reicht aus, um die Garnelen in diesen Ökosystemen für durchschnittlich 2 bis 3 Jahre am Leben zu halten.
Es sind jedoch auch Einzelfälle bekannt, in denen die Ecospheren schon über 10 Jahre lang am Leben sind. Dies ist nicht viel, da die Garnelen eine natürliche Lebenserwartung von über 10 Jahren haben und sich die Tiere in Einzelfällen in den Sphären auch schon vermehrt haben sollen.
Bei den Garnelen handelt es sich um die Art Halocaridina rubra, die sehr lange Zeit mit wenig Nahrung auskommen kann und dann von ihrer Körpersubstanz lebt. Dies ist eine evolutionäre Anpassung an den natürlichen Lebensraum dieser Art, der auch unterirdische nahrungs- und sauerstoffarme Gewässer einschließt. Die Art ist sehr friedlich. Im Vergleich zu den einfachen Algen und Bakterien stellen diese Garnelen die anspruchsvollste Art des einfachen Ökosystems dar. Speziell entwickelte Ecospheres ohne Garnelen (enthalten nur Algen und Bakterien) sind schon über 18 Jahre am Leben geblieben.

## Funktionsweise
Die Funktionsweise bzw. das grundlegende Prinzip hinter der Ecosphere ist relativ einfach und ahmt damit natürliche Ökosysteme nach. Es basiert auf einem in sich geschlossenen Stoffkreislauf, in dem jedoch ständig Energie "verbraucht" wird, hierbei lassen sich die Bewohner der Ecosphere in drei Bereiche aufteilen:
1. Die Algen nehmen Nährsalze aus dem Wasser auf und setzen sie bei Lichteinfall durch die mittels Photosynthese nutzbar gemachte Energie in organisches Material um, wodurch sie wachsen und dabei Sauerstoff als Abfallprodukt der Photosynthese ins Wasser abgeben (Produzenten).
2. Die Garnelen wiederum atmen den Sauerstoff, der durch die Algen freigesetzt wird, ein und atmen das Kohlendioxid, das die Algen zur Photosynthese benötigen, aus und ernähren sich von diesen (Konsumenten).
3. Die Bakterien schließlich benötigen auch den Sauerstoff der Algen und setzen die Ausscheidungen der Garnelen sowie sonstiges totes Material wieder in Nährsalze um, die dann wiederum von den Algen verwendet werden können, wobei auch sie Kohlendioxid ins Wasser abgeben (Destruenten).

Somit sind alle wichtigen Bestandteile eines Ökosystems vorhanden, wodurch das ganze System, von der nötigen Energiezufuhr in Form von Licht und Wärme der Umgebung abgesehen, vollkommen autark ist. Hinsichtlich der Berücksichtigung des Lichtbedürfnisses kommt der Wahl des Aufstellungsortes eine entscheidende Bedeutung zu; die Kugel darf weder zu viel noch zu wenig Licht erhalten. Empfohlen werden sechs bis zwölf Stunden Licht am Tag, wobei hier sowohl künstliches Licht als auch Tageslicht gemeint sind. Bei Unterbelichtung können sich die Algen nicht richtig entwickeln, während es bei Überbelichtung zu einer Algenblüte kommen kann, was ebenfalls schlecht für das Gleichgewicht in der Ecosphere ist.
Auch bei den Temperaturen sind die Ecospheren recht empfindlich, vor allem wegen der Garnelen. Um das Miniatur-Ökosystem auf Dauer stabil zu halten, sollten die Temperaturen dauerhaft zwischen 15 °C und 30 °C liegen und diese Extremwerte am besten nicht unter- bzw. überschreiten.

## Entwicklungsgeschichte
Im Jahre 1849 entwickelte Robert Warington, der Gründer der Chemical Society in London, den "Plant and fish pond", ein ökologisches Gleichgewichtssystem zur wartungsfreien Haltung zweier Goldfische. Wasserpflanzen der Gattung Vallisneria produzierten Sauerstoff und Nahrung. Als Abfallbeseitiger dienten Schlammschnecken, deren Junge auch von den Fischen gefressen wurden. Mit großer Wahrscheinlichkeit waren auch viele Arten von Bakterien und Algen an diesem Versuch beteiligt. Bei Tageslicht hielt das biologische Gleichgewicht jahrelang.
Ein Nachbau dieses Systems in Form einer rund einen Meter großen wassergefüllten Glaskugel befindet sich im Naturhistorischen Museum von Wien. Im Jahre 1852 wurde Justus von Liebig in München durch den "Plant and fish pond" zu seiner "Liebigschen Welt im Glase" angeregt, die ebenfalls ein versiegeltes Aquarium war.
Auf dem Webauftritt des Anbieters wird die Entwicklung der Ecosphere als Folge eines Technologietransfers von der NASA dargestellt. Infolgedessen wird das Produkt auch mit dem NASA-Logo beworben.

## Kosten
Die Preise bewegen sich in der Größenordnung von etwa 100 € für eine Kugel mit ca. 10 cm Durchmesser bis 1500 € bei ungefähr 40 cm Kugeldurchmesser, wobei sich die Kugeln neben der Größe auch in der Zahl der Garnelen unterscheiden. Hinzu kommt normalerweise noch ein Ständer im Bereich von 10 € bis 20 €.

## Kritik
Generell wird im Aquaristikbereich die Haltung von Tieren in geschlossenen Aquarien nicht als optimal angesehen. Die Garnelen sterben in den Sphären meist weit vor dem Erreichen ihrer normalen Lebenserwartung. Es liegt daher nahe, dass die Garnelen in den Sphären ersticken oder innerhalb von 1 bis 3 Jahren verhungern. Andere Garnelenarten, die nicht an ein Leben in extrem nahrungsarmen und sauerstoffarmem Milieu angepasst sind, würden wahrscheinlich noch schneller eingehen. Auch handle es sich nicht um eine artgerechte Haltung, weil die Tiere nur sehr wenig Versteckplätze und wenig Platz zur Verfügung haben.
Der Kritik begegnen Befürworter der Ecosphere mit dem Argument, dass eine verendete Garnele von den übrigen Garnelen gefressen wird und die Destruenten (Bakterien und Mikroorganismen) die Reste innerhalb weniger Tage zersetzen. Weil in der Ecosphere alle für ein Ökosystem notwendigen Faktoren vorhanden seien, könne es nicht zu einer Nitritvergiftung kommen, und auch die Nahrung für die Garnelen reiche wegen des Nachwachsens der Algen aus. Aus ökologischer Sicht ist jedoch klar, dass die Voraussetzung hierfür ist, dass die Ecosphere ausreichend Licht erhält, ohne dass die Temperatur im Wasser zu stark schwankt. Im Gegensatz zu größeren Ökosystemen (Wüste, See, Meeresküste, Bach) besteht bei der Ecosphere keine Möglichkeit, durch Abwanderung oder Einwanderung von Arten oder durch Austausch der Atmosphäre mit benachbarten Gebieten die Lebensbedingungen nach einer Störung wieder ins Gleichgewicht zu bringen.